# Jean-Baptiste Dumas (académicien)
Pour les articles homonymes, voir Jean-Baptiste Dumas et Dumas.
Jean-Baptiste Dumas, né le 12 novembre 1777 à Lyon et mort le 10 avril 1861 à Lyon, est un homme politique lyonnais.

## Biographie
Jean Baptiste est le fils de François Dumas, marchand et fabriquant et de Marie Hélène Richoud.
Il est élève des Oratoriens. Il assiste au couronnement de Napoléon le 18 mai 1804 en tant que Capitaine de la Garde Nationale de Lyon. Il est nommé secrétaire général de la préfecture du Rhône en 1805.
Il se marie avec Élise Séverine Robertine Richoud le 24 février 1813, alors que Dumas est chef de division au bureau de l’intérieur de la préfecture du Rhône. Après son mariage, il n’est pas rare qu'il se fasse appeler Jean-Baptiste Dumas-Richoud.
Il devient conseiller d’arrondissement en 1815, puis en 1819 il est nommé juge au tribunal de commerce de l’arrondissement de Lyon.
Le 21 avril 1828 Dumas est élu secrétaire du bureau constitutionnel du 2e arrondissement de Lyon. Un an plus tard, en janvier 1829, il est élu membre du conseil d'administration de l'assurance mutuelle contre l'incendie. En 1830, il est nommé conseiller municipal de Lyon par ordonnance du roi.
Dumas meurt le 10 avril 1861 à Lyon.

### Sociétés savantes
Jean-Baptiste Dumas a été membre de l'Académie des sciences, belles-lettres et arts de Lyon de 1800 à 1861. Il est nommé émule durant la reconstitution de l'Académie, dite Athénée en 1800, puis il devient titulaire dans la section des lettres et arts le 15 frimaire an XI (le 6 décembre 1802). Il sera président de l'Académie en 1817.
En 1821, il obtient que la bibliothèque Adamoli soit restituée à l'Académie de Lyon. Sur sa proposition une lettre est adressée au roi afin de prier ce dernier de retirer son projet de loi hostile à la liberté de la presse.
Refusant l'honneur d'être élu président de la section lettres et arts deux années consécutives en 1842 et 1843, Dumas devient membre émérite de l'Académie en 1844.

## Publications
- Manuscrits de la Bibliothèque de Lyon (Rapport sur l’ouvrage de M. Delandine, bibliothécaire de Lyon), Lyon, Roger, 1800[2].
- Raymond ou le généreux fermier, Paris, Everat, 1813[2].
- Dialogue entre Sappho et Louise Labé, préface de l’édition des Œuvres de Louise Labé, Lyon, Durand et Perrin, 1824, p. XI-XXII[2].
- Histoire de l’académie royale des Sciences, Belles-Lettres et art de Lyon, Lyon, Giberton et Brun., 1838[2].

## Distinction
En 1814, Dumas est nommé Chevalier de la légion d'honneur.